# You and I (canção de Lady Gaga)
"You and I" (estilizado como "Yoü and I") é uma canção da cantora americana Lady Gaga. Foi escrita por Gaga, produzida pela cantora e Robert John "Mutt" Lange, e incluída no segundo álbum de estúdio da cantora, Born This Way (2011). Conta com a participação de Brian May, que esteve encarregado de colaborar com a guitarra elétrica. É um tema influenciado por músicas do gênero rock and roll, como "We Will Rock You", da banda Queen. Para além disso, utiliza samples dessa mesma canção. Muitos comparam "Yoü and I" a uma balada country, algo bem diferente do estilo que Gaga apresentava até então, que era mais voltado para o electropop. Em julho de 2011, Gaga confirmou que "Yoü and I" seria o quarto single de Born This Way e que seria lançado nas rádios dos Estados Unidos em 23 de agosto desse mesmo ano.
A canção foi apresentada por Gaga em junho de 2010, durante uma apresentação para o Elton John's White Tie and Tiara Ball. Em seguida, a cantora incluiu a canção no repertório de sua segunda turnê mundial, The Monster Ball Tour. Mais tarde, Gaga cantou a música em vários programas de TV, festivais e eventos. "Yoü and I" foi inspirada pelo relacionamento da cantora com Lüc Carl, seu namorado. A canção recebeu críticas positivas, sendo considerada como um dos destaques de Born This Way. Após o lançamento do álbum, "Yoü and I" entrou no repertório de músicas mais vendidas em países como Estados Unidos, Canadá e Reino Unido, devido aos downloads digitais do álbum. Antes do lançamento da faixa como single, Haley Reinhart, então participante no reality show American Idol, cantou a música no programa em maio de 2011, recebendo comentários mistos do júri. A versão de Reinhart foi lançada como single no iTunes e faz parte do álbum de compilação American Idol Top 5 Season 10.
O videoclipe de acompanhamento para "Yoü and I" foi lançado em 16 de agosto de 2011, tendo sido gravado pela colaboradora de longa data de Gaga, Laurieann Gibson, em Springfield, Nebraska. O vídeo apresenta Jo Calderone, o alter ego masculino de Gaga, que também aparece na capa do single, e Yüyi, uma sereia. O principal conceito por trás do vídeo foi a jornada que Gaga fez para ficar com seu amado, tendo sido retratado através de uma variedade de cenas mostrando-a em vários avatares, incluindo os dois anteriormente mencionados. Depois de seu lançamento, o vídeo foi recebido positivamente.

## Antecedentes e capa

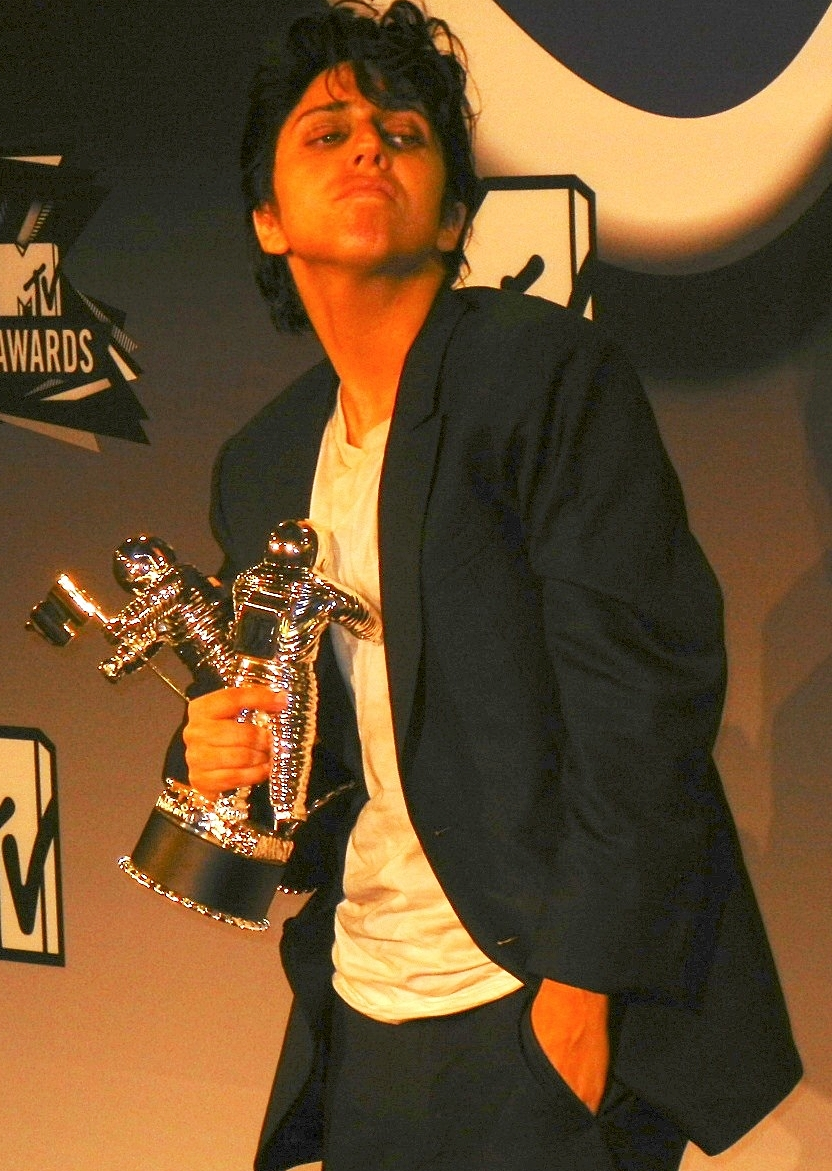
Lady Gaga como Jo Calderone no MTV Video Music Awards de 2011.

"Yoü and I" foi escrita por Lady Gaga e produzido por Gaga e Robert John "Mutt" Lange, e foi uma das primeiras músicas que seriam tocadas do álbum. Gaga disse que a canção foi escrita em Nova York, enquanto ela estava ocupada tocando seu velho piano. A cantora havia tocada pela primeira vez "Yoü and I" no White Tie & Tiara Ball de Elton John em junho de 2010. Ela disse que a canção foi um bocado de uma "melodia rock-and-roll", prevendo que ela pode não ser lançada como single de Born This Way, mas que continuará sendo "muito querida" em seu coração. Imagens da performance apareceu na internet logo depois, e a reação positiva encorajou Lady Gaga a performar a canção durante o primeiro concerto da etapa norte-americana da turnê The Monster Ball Tour, em Montreal. Gaga disse Meredith Vieira e Ann Curry da MSNBC que "Yoü and I" foi escrita sobre a pessoa mais importante que eu já conheci." Embora Gaga não confirmou quem é essa pessoa, a revista People revelou tratar-se de Lüc Carl, seu ex-namorado com quem ela tinha feito as pazes. Eles esclareceram que "Yoü and I" falava sobre como eles voltaram ao relacionamento. Ela explicou para Don Sheffield da Rolling Stone como o relacionamento se tornou uma inspiração para "Yoü and I", em sua edição de julho de 2010:
| “ | Eu não teria sido tão bem sucedida sem ele [Lüc Carl]. Eu realmente nunca amei alguém como eu o amava. Ou como eu o amo. Que a relação realmente me moldou. Isso fez de mim uma lutadora. Depois que eu terminei com ele, eu prometi a mim mesma que nunca iria amar de novo e que faria ele se arrepender do dia em que duvidou de mim. Mas então eu voltei com ele. Foi o amor. Mas, você sabe, eu realmente não sei muito sobre o amor... Suponho que se eu soubesse tudo sobre o amor, eu não seria boa em fazer música, certo? Eu escrevi essa canção nova Yoü and I e ela fala sobre nós, eu e ele." | ” |

"Yoü and I" foi anunciada por Gaga em 22 de julho de 2011 como o quarto single de Born This Way. A capa do single de "Yoü and I" foi lançado em 5 de agosto de 2011, via TwitPic, acompanhada com a linha: "Você nunca vai encontrar o que você está procurando no amor, se você não se amar." Ela possui duas fotos em preto-e-branco do alter ego masculino de Gaga, Jo Calderone, enquanto fumava um cigarro e com costeletas. Anteriormente, o personagem de Calderone fez uma aparição em junho de 2011, quando Gaga posou como ele por uma série de fotos em Londres pelo fotógrafo Nick Knight e arranjados pelo estilista Nicola Formichetti. Numa foto apresenta ele vestindo um blazer e camiseta branca com a cabeça baixa e fumando um cigarro. A outra imagem é Jo Calderone em silhueta soprando uma nuvem de fumaça. Um escritor do The Daily Telegraph da Austrália descreveu as imagens como dando uma aparência mal-humorada e desleixada, e sentiu que Gaga estava "entediada em ser uma mulher escandalosa e decidiu mudar de gênero como alternativa." David Jones da Rap-Up comentou que o personagem de Gaga, Calderone é semelhante ao músico Bob Dylan na capa. Apesar de Steve Pond da Reuters não gostar da música, ele elogiou a capa acrescentando que "Lady Gaga se ama, mesmo quando ela está vestida como um homem."

## Composição
"Yoü and I" tem influências do rock e da música country, e samples de "We Will Rock You" (1977) pela banda de rock britânica Queen; o guitarrista Brian May também aparece na faixa.  Ela foi gravada por Tom Ware e Horace Ward na Warehouse Productions Studio, em Omaha, Nebraska, e Allertwon Hill no Reino Unido, respectivamente. Junto com May, Justin Shirley Smith também tocava guitarra, enquanto Gene Grimaldi fez a masterização da faixa. As gravações adicionais e programação foram feitas por Olle Romo. Antes que os créditos de produção fossem anunciados em abril de 2011, Gaga brincou que "alguém lendário" estaria produzindo a faixa. Gaga, uma fã do Queen, e teve seu nome artístico após a canção "Radio Ga Ga", admitiu "[cair] no chão chorando e rindo", quando ela soube que May concordou com a colaboração. Lange pediu que gravasse Gaga uma "voz áspera" para a faixa enquanto ela estava em turnê. Gaga relembrou mais tarde: ""Eu tinha uns 30 cigarros e dois copos de Jameson e coloquei umas trilhas de tempo para tocar e cantei até não aguentar mais, pensando que iríamos refazer o vocal." No entanto, Lange ficou satisfeito com a gravação de Gaga e foi usado como o vocal finais gravados para a faixa. Ware lembrou que a canção foi gravada na noite depois do concerto de Gaga The Monster Ball Tour em 17 de março de 2011. Gaga recebeu suas opiniões e incentivou seu input que segundo ele, ajudaram a fazer a sessão de quatro horas a melhor experiência de trabalho que ele teve com uma celebridade. "Ela era lisonjeira para o estúdio — e Omaha, também, para esse material. Ela é uma mulher jovem e brilhante com os instintos de música notável que registra o seu próprio caminho," , acrescentou.
De acordo com a partitura publicado pela Sony/ATV Music Publishing, "Yoü and I" está definida em tempo comum com um andamento lento de sessenta batidas por minuto. Está escrito na tonalidade de Lá maior, e durante a canção, a voz de Gaga se estende desde as notas de E3 para C♯5. A música começa com um A-G-A progressão harmônica, que muda a A–Bm/A–D/A–B♯m durante o refrão, e volta para os  antigos acordes depois. A letra diz: "Faz tempo desde que estive aí / Faz tempo, mas estou de volta à cidade / E dessa vez eu não partirei sem você", descrevendo um amante com hálito de uísque de quem ela está ansiando. Gil Kaufman da MTV News descreveu como a "melodia evitando a maioria de seus sabores de dança, até para um solo alegre de piano barrel-house." Sua voz soava como um rosnado durante os versos principal, onde ela canta as linhas "Ele disse: 'Sente-se onde você pertence, no canto do meu bar com seus saltos altos em, Sente-se no sofá onde fizemos amor pela primeira vez, e você me disse." A linha foi inspirada em um sofá no apartamento presente de Gaga, onde ela tinha, na realidade, feito amor com Carl e manteve-o como uma lembrança. Observando as diferenças entre apresentações ao vivo da canção e da versão de estúdio, Neil McCormick do The Daily Telegraph observou que as partes de piano foram substituídas principalmente por "sintetizações efervescidas, uma pisoteamento de batida samples de "We Will Rock You", trovejando guitarras elétricas e backing vocals empilhados em cintilantes paredes de coral." Kitty Empire, do The Guardian, descreveu a canção como uma "balada digital country dotada de trema", com duas referências a Bruce Springsteen: "Born to Run" e Nebraska.

## Videoclipe
O videoclipe de "Yoü and I" foi filmado em Springfield, Nebraska e dirigido por Laurieann Gibson. No vídeo, Gaga anda de Nova Iorque para Nebraska para ter o seu namorado de volta. De acordo com a Gaga: "Eu estou andando sem bagagem e sem nada, e é só eu e meus tornozelos estão sangrando um pouco e há grama presa em meus sapatos e tenho estou vestindo esta roupa e é um tipo real de Nova York, e eu estou correndo... e a ideia [do vídeo] é de que quando você está longe de alguém que você ama, é uma tortura," ela continuou. "Eu sabia que queria que o vídeo fosse sobre mim correndo para trás e caminhar centenas de milhares de milhas para levá-lo de volta. O clipe era para ser lançado no milésimo tweet de Gaga , porém a cantora liberou o vídeo em 16/08, através de sua conta no Twitter.

## Apresentações ao vivo

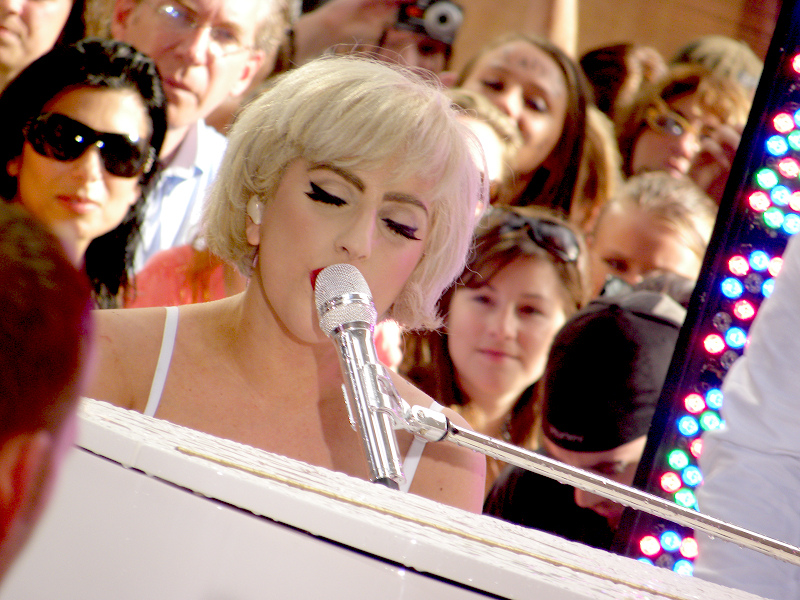
Lady Gaga cantando "Yoü and I" diante de um público recorde no Today em 9 de julho de 2010

Após a primeira apresentação de "Yoü and I" no White Tie and Tiara Ball de Elton John, Gaga cantou a música ao vivo no programa de televisão Today em 9 de julho de 2010, diante de uma multidão estimada em 18 a 20 mil pessoas. Foi performado em 31 de julho de 2010, na parada de Phoenix da Monster Ball Tour, onde Gaga contestou lei da imigração de Arizona—que determina que policiais do estado "interrogam qualquer pessoa que eles suspeitam ser um imigrante em situação ilegal e aprisionam qualquer aliens não transportam uma das quatro formas autorizada de identificação adequada"—e dedicou sua performance de "Yoü and I" para um rapaz cuja família foi afetada pela lei. Gaga apresentou a versão do álbum da faixa em The Oprah Winfrey Show em 5 de maio de 2011, usando um piano construído a partir de um fio de alta estrutura do calcanhar enquanto está sentada num banco alto. A versão "menos orgânica" para o final do episódio "Harpo Hookups" destaca uma guitarra elétrica e letras modificadas para incluir o nome de Oprah.
A canção foi incluída no repertório especial televisivo da HBO, Lady Gaga Presents the Monster Ball Tour: At Madison Square Garden, que foi ao ar em 7 de maio de 2011, nos Estados Unidos. A apresentação de Gaga de "Yoü and I" do especial da HBO foi ao ar no American Idol, na noite depois que ela orientou os quatro participantes restantes e na semana seguinte a apresentação de Haley Reinhart da canção. Uma versão jazz de "Yoü and I" foi apresentada por ela no Radio 1's Big Weekend em Carlisle, Cúmbria em 18 de maio de 2011. A versão do álbum da música, foi a terceira apresentação no programa Paul O'Grady Live em Londres, em 17 de junho de 2011. Usando um vestido pelo falecido Gianni Versace, Gaga foi empoleirada em cima de uma inspirada escada de incêndio de Nova York, donde ela cantou a canção.Ryan Love da Digital Spy teve uma prévia da gravação do show, e disse que era um "verdadeiro prazer" ouvir Gaga cantar a canção. Em agosto de 2011, Gaga cantou "Yoü and I" no programa americano de talk show The View. Em 28 de agosto de 2011, Gaga frequentou o MTV Video Music Awards de 2011 vestida como Jo Calderone. Como Calderone, Gaga abriu o show com um monólogo de quatro minutos, explicando o relacionamento "dele" rompido com Gaga. Após o monólogo, ela se apresentou enquanto estava acompanhada no palco por Brian May.

## Covers
Antes do lançamento de Born This Way, na décima temporada do American Idol a participante Haley Reinhart cantou "Yoü and I" como uma das duas apresentações para o episódio "Songs from Now and Then". A canção foi solicitada por Jimmy Iovine, presidente da gravadora de Gaga e Reinhart recebeu permissão de Gaga antes da performance. Análises do desempenho Reinhart eram em sua maioria positivas. Len Melisurgo do The Star-Ledger considerou a seleção ao ser arriscada, desde que a canção não tinha sido liberado, mas aceitou que Reinhart "soou surpreendente" ao acertar "algumas notas muito altas". Brian Mansfield do USA Today descreveu o desempenho de Reinhart como um "Um Groove dançante e ultrapassado, quase como uma performance do Elton John lá pelos anos 70. Cabe perfeitamente nesses resmungos traiçoeiros que são um componente tão distinto do estilo da Haley. Lá pelo fim, transforma tudo em um roque gospel no qual ela se dá muito bem." Mansfield também observou que os jurados do American Idol—Randy Jackson, Jennifer Lopez e Steven Tyler—reagiram positivamente a apresentação. Pelo contrário, Jim Farber do New York Daily News considerou a escolha tão arriscada e estava grato quando Reinhart executou uma canção mais familiar para seu segundo round. Em 5 de maio de 2011, a gravação de estúdio de "Yoü and I" de Reinhart foi lançada como um single digital na iTunes Store, e também apareceu no álbum de compilação American Idol Top 5 Season 10.
O elenco da série Glee fez um cover da canção no capítulo do dia 15 de novembro de 2011, chamado "Mash Off". Os artistas Matthew Morrison e Idina Menzel cantaram a música em um episódio que teve audiência superior a 7 milhões de telespectadores. Por vender 23 mil downloads digitais, debutando na colocação de número 69 da Billboard Hot 100.

## Faixas e formatos
| Download digital |             |                |         |  |
| N.º              | Título      | Compositor(es) | Duração |  |
| 1.               | "Yoü and I" | Lady Gaga      | 5:07    |  |

| CD single |                                      |         |  |
| N.º       | Título                               | Duração |  |
| 1.        | "Yoü and I" (Radio Edit)             | 4:07    |  |
| 2.        | "Yoü and I" (Mark Taylor Radio Edit) | 3:56    |  |

| Disco de vinil do Reino Unido |                                 |         |  |
| N.º                           | Título                          | Duração |  |
| 1.                            | "Yoü and I" (Wild Beasts Remix) | 3:51    |  |
| 2.                            | "Yoü and I" (Metronomy Remix)   | 4:20    |  |

| Extended play (EP) digital de remixes |                                    |         |  |
| N.º                                   | Título                             | Duração |  |
| 1.                                    | "Yoü and I" (Wild Beasts Remix)    | 3:51    |  |
| 2.                                    | "Yoü and I" (Mark Taylor Remix)    | 5:02    |  |
| 3.                                    | "Yoü and I" (10 Kings Remix)       | 4:29    |  |
| 4.                                    | "Yoü and I" (ATB Remix)            | 8:08    |  |
| 5.                                    | "Yoü and I" (Metronomy Remix)      | 4:20    |  |
| 6.                                    | "Yoü and I" (Danny Verde Remix)    | 7:48    |  |
| 7.                                    | "Yoü and I" (Hector Fonseca Remix) | 8:03    |  |

## Créditos
- Lady Gaga - Compositora, produtora e vocais de apoio
- Robert John "Mutt" Lange - Produtor, vocais de apoio, mistura
- Olle Romo - programação e gravação adicional
- Brian May - Guitarra
- Tom Ware – gravação
- Horace Ward – gravação
- Justin Shirley Smith – gravação de guitarra
- Gene Grimaldi - Masterização

Créditos adaptados do encarte do álbum Born This Way.

## Desempenho nas tabelas musicais
| Paradas (2011)                              | Melhor posição |
| ------------------------------------------- | -------------- |
| Austrália - ARIA Charts                     | 14             |
| Bélgica - Ultratop (Flandres)               | 4              |
| Bélgica - Ultratop (Valônia)                | 4              |
| Áustria - Ö3 Austria Top 40                 | 8              |
| Brasil - Billboard Brasil Hot 100           | 25             |
| Brasil - Billboard Brasil Hot Pop           | 1              |
| Canadá - Canadian Hot 100                   | 10             |
| Eslováquia - Slovak Airplay Chart           | 18             |
| Escócia - Scottish Singles and Albums Chart | 18             |
| Estados Unidos - Billboard Hot 100          | 6              |
| Estados Unidos - Adult Pop Songs            | 6              |
| Estados Unidos - Hot Dance Club Songs       | 1              |
| Estados Unidos - Pop Songs                  | 7              |
| Estados Unidos - Ringtones                  | 17             |
| Estados Unidos - Radio Songs                | 12             |
| Estados Unidos - Digital Songs              | 4              |
| França - SNEP                               | 98             |
| Irlanda - Irish Singles Chart               | 32             |
| Japão - Japan Hot 100                       | 8              |
| Nova Zelândia - RIANZ                       | 5              |
| Países Baixos - Single Top 100              | 83             |
| Reino Unido - UK Singles Chart              | 23             |
| Suíça - Swiss Singles Chart                 | 32             |
| Tchecoslováquia - Czech Airplay Chart       | 26             |

| País                  | Certificação |
| --------------------- | ------------ |
| Austrália - ARIA      | Platina      |
| Nova Zelândia - RIANZ | Ouro         |
| Estados Unidos - RIAA | 2× Platina   |

### Sucessão nas paradas
| Gráficos de Sucessão                | Gráficos de Sucessão                                                                              | Gráficos de Sucessão                   |
| ----------------------------------- | ------------------------------------------------------------------------------------------------- | -------------------------------------- |
| Precedido por "In the Dark" por Dev | Singles número um no Billboard Hot Dance Club Play 29 de Outubro de 2011 – 05 de Novembro de 2011 | Sucedido por "Papi" por Jennifer Lopez |

## Histórico de lançamento
| Região         | Lançamento             | Formato          |
| -------------- | ---------------------- | ---------------- |
| Japão          | 27 de Julho de 2011    | Mobile Single    |
| Estados Unidos | 23 de Agosto de 2011   | Rádio Mainstream |
| Reino Unido    | 18 de Setembro de 2011 | Digital Download |
| Reino Unido    | 26 de Setembro de 2011 | 7" Picture disc  |
| Alemanha       | 30 de Setembro de 2011 | CD Single        |